# 郡上市総合スポーツセンター
郡上市総合スポーツセンター（ぐじょうしそうごうスポーツセンター）は、岐阜県郡上市にある運動に関する複合施設である。
別称は月舟蓋。

## 概要
健康、文化、交流及びスポーツ振興の拠点施設である。
郡上郡八幡町が2001年（平成13年）5月に郡上八幡総合スポーツセンター として開館。2004年（平成16年）3月1日に八幡町を含む郡上郡の7町村合併で郡上市が発足により、郡上市総合スポーツセンターに改称する。
建物は2階建のドーム構造である。ドームは60mの鉄骨アーチの上に12組の30mスパンの丸太（木曽檜）のアーチを乗せた構造をしている。丸太のアーチが弓月形で舟に見え、それが合わさってドームを構成していることから、月舟蓋の別称がある。2002年（平成14年）に第34回中部建築賞、2003年（平成15年）に第15回松井源吾賞を受賞している。
指定管理者制度を導入しており、ドルフィンが管理運営する。

## 施設
1階
- 25m室内温水プール
- 子供プール
- サウナ
- エクササイズスタジオ
- セミナールーム
- トレーニングルーム

2階
- アリーナ
- 剣道場
- 柔道コート

3階

## 利用案内
- 住所：岐阜県郡上市八幡町旭1130-1
- 開館時間：10:00〜21:30（火曜日～土曜日）、10:00〜18:00（日曜日）
- 休館日：月曜日、年末年始

## 交通アクセス

### 公共交通機関
- 長良川鉄道越美南線「郡上八幡駅」下車、徒歩で約30分。
- まめバス「総合スポーツセンター前」バス停より徒歩ですぐ。

### 自動車
- 東海北陸自動車道 郡上八幡ICより約5分。

## 周辺施設
- 郡上市役所
- 郡上市総合文化センター
- 郡上市産業プラザ
- 岐阜県立郡上高等学校
- 郡上市立八幡小学校
- 愛宕神社
- 愛宕公園